# جيك كينغ (لاعب كرة قدم أسترالية)
جيك كينغ (بالإنجليزية: Jake King)‏ هو لاعب كرة قدم أسترالية أسترالي، ولد في 26 مارس 1984 في فيكتوريا في أستراليا.

## وصلات خارجية
- جيك كينغ على موقع AustralianFootball.com (الإنجليزية)
- جيك كينغ على موقع AFLtables.com (الإنجليزية)